# مردم پیالوپ
مردم پیالوپ (انگلیسی: Puyallup people) نام قبیله سرخ پوستی‌ست که در غرب ایالت واشینگتن سکونت داشتند.